# Lukovo (gmina Raška)
Lukovo (cyr. Луково) – wieś w Serbii, w okręgu raskim, w gminie Raška. W 2011 roku liczyła 20 mieszkańców.